# Discografia de Missy Elliott
A seguir apresenta-se a discografia de Missy Elliott, uma rapper e cantora de R&B americana.

## Álbuns

### Álbuns de Estúdio
| Álbum                                                           | Detalhes do Álbum                                                                                             | Melhores Posições | Melhores Posições | Melhores Posições | Melhores Posições | Melhores Posições | Melhores Posições | Melhores Posições | Vendas                      | Certificações                    |
| Álbum                                                           | Detalhes do Álbum                                                                                             | [ 1 ]             |                   | [ 2 ]             | [ 3 ]             | [ 4 ]             | [ 5 ]             | [ 6 ]             | Vendas                      | Certificações                    |
| --------------------------------------------------------------- | --- | ----------------- | ----------------- | ----------------- | ----------------- | ----------------- | ----------------- | ----------------- | --------------------------- | -------------------------------- |
| Supa Dupa Fly                                                   | - 1° álbum de estúdio - Lançamento: 15 de Julho de 1997 - Formato(s): CD, Download digital - Gravadora(s):    | 3                 | 124               | —                 | —                 | —                 | —                 | —                 | - : 2,000,000 - : 1,221,000 | - : Platina - : Prata            |
| Da Real World                                                   | - 2° álbum de estúdio - Lançamento: 22 de Junho de 1999 - Formato(s): CD, Download digital - Gravadora(s):    | 3                 | 40                | —                 | —                 | —                 | 57                | 42                | - : 2,000,000 - : 1,100,000 | - : Platina - : Prata            |
| Miss E… So Addictive                                            | - 3° álbum de estúdio - Lançamento: 15 de Maio de 2001 - Formato(s): CD, Download digital - Gravadora(s):     | 2                 | 10                | 81                | 11                | 22                | 27                | 4                 | - : 3,000,000 - : 1,767,000 | - : Platina - : Ouro - : Platina |
| Under Construction                                              | - 4° álbum de estúdio - Lançamento: 12 de Novembro de 2002 - Formato(s): CD, Download digital - Gravadora(s): | 2                 | 23                | 26                | 19                | 28                | 23                | 26                | - : 3,500,000 - : 2,200,000 | - : 2× Platina - : Ouro          |
| This Is Not a Test!                                             | - 5° álbum de estúdio - Lançamento: 25 de Novembro de 2003 - Formato(s): CD, Download digital - Gravadora(s): | 13                | 47                | 39                | 37                | 63                | 50                | 25                | - : 2,500,000 - : 1,000,000 | - : Platina - : Ouro - : Ouro    |
| The Cookbook                                                    | - 6° álbum de estúdio - Lançamento: 5 de Julho de 2005 - Formato(s): CD, Download digital - Gravadora(s):     | 2                 | 33                | 19                | 19                | 54                | 41                | 8                 | - : 1,500,000 - : 700,000   | - : Ouro                         |
| "—" denota lancamentos que nao entraram nas paradas desse país. | |                   |                   |                   |                   |                   |                   |                   |                             |                                  |

### Álbuns de Compilação
| Álbum        | Detalhes do Álbum                                                                                               | Melhores Posições | Melhores Posições | Melhores Posições | Melhores Posições | Vendas                  | Certificação               |
| Álbum        | Detalhes do Álbum                                                                                               |                   | [ 2 ]             | [ 3 ]             | [ 6 ]             | Vendas                  | Certificação               |
| ------------ | --- | ----------------- | ----------------- | ----------------- | ----------------- | ----------------------- | -------------------------- |
| Respect M.E. | - 1° álbum de compilação - Lançamento: 4 de Setembro de 2006 - Formato(s): CD, Download digital - Gravadora(s): | 7                 | 26                | 40                | 25                | - : 500.000 - : 100.000 | - : Ouro - : Ouro - : Ouro |

## Singles

### Como artista principal
| Canção                                               | Melhores Posições | Melhores Posições | Melhores Posições | Melhores Posições | Melhores Posições | Melhores Posições | Melhores Posições | Melhores Posições | Melhores Posições | Melhores Posições | Melhores Posições | Álbum                  |
| Canção                                               |                   |                   |                   |                   |                   |                   |                   | Suíça             | França            | Suécia            | Países Baixos     | Álbum                  |
| ---------------------------------------------------- | ----------------- | ----------------- | ----------------- | ----------------- | ----------------- | ----------------- | ----------------- | ----------------- | ----------------- | ----------------- | ----------------- | ---------------------- |
| "The Rain (Supa Dupa Fly)"                           | 10                | 6                 | 1                 | 6                 | 2                 | 8                 | 4                 | 1                 | 5                 | 8                 | 7                 | Supa Dupa Fly          |
| "Sock It 2 Me" (com Da Brat)                         | 12                | 4                 | 8                 | 3                 | 5                 | 11                | 1                 | —                 | —                 | 9                 | 56                | Supa Dupa Fly          |
| "Beep Me 911" (featuring 702 & Magoo)                | 56                | 13                | —                 | 14                | —                 | —                 | 8                 | —                 | —                 | —                 | —                 | Supa Dupa Fly          |
| "Hit Em Wit Da Hee" (com Lil Kim, Timbaland & Mocha) | —                 | 61                | —                 | 25                | —                 | —                 | 63                | —                 | —                 | —                 | —                 | Supa Dupa Fly          |
| "She's a Bitch"                                      | 10                | 8                 | 9                 | 4                 | 2                 | 12                | 14                | —                 | —                 | 41                | 12                | Da Real World          |
| "All N My Grill" (com Nicole Wray & Big Boi)         | 4                 | 16                | 4                 | 20                | 10                | 5                 | 2                 | 3                 | 6                 | 9                 | 16                | Da Real World          |
| "Hot Boyz" (com Lil' Mo, Nas, Eve e Q-Tip)           | 5                 | 1                 | 1                 | 8                 | 1                 | 5                 | 5                 | 1                 | 8                 | 2                 | 1                 | Da Real World          |
| "Get Ur Freak On"                                    | 7                 | 1                 | 1                 | 2                 | 1                 | 1                 | 4                 | 1                 | 1                 | 1                 | 1                 | Miss E ...So Addictive |
| "Lick Shots"                                         | —                 | 63                | 25                | —                 | 20                | —                 | —                 | —                 | —                 | —                 | —                 | Miss E ...So Addictive |
| "One Minute Man" (com Ludacris & Trina)              | 5                 | 8                 | 2                 | 2                 | 9                 | 4                 | 8                 | 2                 | 1                 | 6                 | 4                 | Miss E ...So Addictive |
| "Take Away" (com Ginuwine e Tweet)                   | 45                | 13                | —                 | —                 | —                 | —                 | 96                | —                 | —                 | —                 | —                 | Miss E ...So Addictive |
| "4 My People" (com Eve)                              | 51                | —                 | —                 | 5                 | 20                | 10                | 21                | 20                | 37                | 9                 | 2                 | Miss E ...So Addictive |
| "Work It"                                            | 2                 | 1                 | 1                 | 1                 | 1                 | 1                 | 1                 | 1                 | 2                 | 1                 | 1                 | Under Construction     |
| "Gossip Folks" (com Ludacris)                        | 8                 | 5                 | 2                 | 1                 | 2                 | 9                 | 2                 | 1                 | 4                 | 7                 | 1                 | Under Construction     |
| "Back in the Day" (com Jay-Z e Tweet)                | —                 | 86                | —                 | —                 | —                 | —                 | —                 | —                 | —                 | —                 | —                 | Under Construction     |
| "Pussycat"                                           | 77                | 26                | 15                | —                 | —                 | —                 | —                 | —                 | —                 | —                 | —                 | Under Construction     |
| "Pass That Dutch"                                    | 12                | 7                 | 9                 | 10                | 2                 | 31                | 5                 | 3                 | —                 | 9                 | 3                 | This Is Not a Test!    |
| "I'm Really Hot"                                     | 39                | 16                | 8                 | 22                | 5                 | 9                 | —                 | 12                | —                 | —                 | —                 | This Is Not a Test!    |
| "Lose Control" (com Ciara and Fatman Scoop)          | 3                 | 1                 | 3                 | 1                 | 1                 | 2                 | 1                 | 2                 | 1                 | 1                 | 2                 | The Cookbook           |
| "Teary Eyed"                                         | —                 | —                 | —                 | 47                | 38                | —                 | 64                | 38                | —                 | —                 | —                 | The Cookbook           |
| "We Run This"                                        | 18                | —                 | —                 | 38                | 23                | —                 | 73                | —                 | —                 | —                 | —                 | The Cookbook           |
| "Ching-a-Ling"                                       | 20                | 28                | 11                | —                 | —                 | 24                | 89                | —                 | —                 | —                 | 97                | Step Up 2: The Streets |
| "Shake Your Pom Pom"                                 | 15                | 4                 | 9                 | 2                 | —                 | 17                | 89                | —                 | —                 | —                 | —                 | Step Up 2: The Streets |
| "Best, Best"                                         | —                 | 94                | —                 | —                 | —                 | —                 | —                 | —                 | —                 | —                 | —                 | Block Party            |

### Como artista convidada
- "That's What Little Girls Are Made Of" (Raven-Symoné featuring Missy Elliott)
- "Cold Rock a Party" (MC Lyte featuring Missy Elliott)
- "Can We" (SWV featuring Missy Elliott)
- "Not Tonight (Remix)" (with Lil Kim, Da Brat, Left-Eye & Angie Martinez)
- "Make It Hot" (Nicole Wray featuring Missy Elliott & Mocha)
- "Up Jumps Da Boogie" (Timbaland & Magoo featuring Missy Elliott & Aaliyah)
- "Trippin'" (Total featuring Missy Elliott)
- "I Want You Back" (Melanie B featuring Missy Elliott])
- "Here We Come" (Timbaland featuring Magoo & Missy Elliott)
- "I Like Control" (DJ Clue featuring Missy Elliott, Mocha & Nicole Wray)
- "Ya Di Ya" (Gina Thompson featuring Missy Elliott)
- "Take That" (Torrey Carter featuring Missy Elliott)
- "Is That Yo Chick?" (Memphis Bleek featuring Missy Elliott & Jay-Z)
- "Son of a Gun" (Janet Jackson featuring Missy Elliott, P. Diddy & Carly Simon)
- "Oops (Oh My)" (Tweet featuring Missy Elliott)
- "The Knoc" (Knoc-turn'al featuring Dr. Dre & Missy Elliott)
- "Burnin' Up" (Faith Evans featuring Missy Elliott)
- "Crew Deep" (Skillz featuring Missy Elliott & Kandi)
- "Bootylicious (Rockwilder Remix)" (Destiny's Child featuring Missy Elliott)
- "Cop That Shit" (Timbaland & Magoo featuring Missy Elliott)
- "Party to Damascus" (Wyclef Jean featuring Missy Elliott)
- "Fighting Temptation" (with Beyoncé, Free and MC Lyte)
- "Car Wash" (Christina Aguilera featuring Missy Elliott)
- "Watcha Talkin' Bout" (Victoria Beckham featuring Missy Elliott)
- "Tush" (Ghostface featuring Missy Elliott)
- "1, 2 Step" (Ciara featuring Missy Elliott)
- "Turn da Lights Off" (Tweet featuring Missy Elliott)
- "Love Me Or Hate Me (Remix)" (Lady Sovereign featuring Missy Elliott)
- "Let It Go" (Keyshia Cole featuring Missy Elliott & Lil' Kim)
- "Bad Girl" (Danity Kane featuring Missy Elliott)
- "Whatcha Think About That" (Pussycat Dolls featuring Missy Elliott)
- "Let's Just Do It" (Lisa "Left-Eye" Lopes featuring Missy Elliott & TLC)
- "Work" (Ciara featuring Missy Elliott)
- "Last Friday Night (T.G.I.F.) (Remix)" (Katy Perry featuring Missy Elliott)
- "All Night Long" (Demi Lovato featuring Missy Elliott & Timbaland)
- "BURNITUP!" (Janet Jackson featuring Missy Elliott)

## Vídeos Musicais
- "The Rain (Supa Dupa Fly)"
- "Sock It 2 Me"
- "Beep Me 911"
- "Hit Em wit da Hee"
- "She's a Bitch"
- "All n My Grill"
- "Hot Boyz (Remix)"
- "Get Ur Freak On"
- "One Minute Man (Remix)"
- "Take Away/4 My People"
- "Work It"
- "Gossip Folks"
- "Pass That Dutch"
- "I'm Really Hot"
- "Lose Control"
- "Teary Eyed"
- "We Run This"
- "Ching-a-Ling/Shake Your Pom Pom"